# Рык, Яков Иосифович
Яков Иосифович Рык (Рик) (род. 1929) — советский и украинский скульптор.

## Биографические данные
Родился 6 декабря 1929 года в Харькове. Окончил Харьковское училище прикладного искусства (1946—1949), где учился у своего отца И. Л. Рика, В. Соколова, Н. Л. Рябинина.
Участник республиканских, всесоюзных и международных выставок (с 1957 года). Член ХО СХУ (1960).
В 1990-х уехал в США.

## Произведения

### Художественные
- «Романтика» (1968).
- «Азовские рыбаки» (1969).

### Архитектурные
Принимал участие в создании в Харькове:
- Монумента в честь провозглашения Советской власти на Украине (1975)
- Мемориального комплекса Славы (1977)
- Мемориального комплекса советским воинам-освободителям (1981)

В других городах:
- Памятник Солдату-освободителю (1985) в городе Шахты Ростовской области.

## Звания и премии
- заслуженный художник УССР (1983)
- Государственная премии УССР имени Т. Г. Шевченко (1977) — за монумент в Харькове в честь провозглашения Советской власти на Украине (совместно с соавторами).